# 550

## Догађаји
- Цар Јустинијан I поставља Бесас команданта (магистер милитум) Јерменије и поверава му рат у Лазици (Грузија).
- Опсада Петре (550–551)
- 16. јануар – Готски рат: Остроготи под краљем Тотилом поново заузимају Рим након дуге опсаде, подмићући Исаурски гарнизон.
- Лето – Тотила пљачка Сицилију, након што је покорио Корзику и Сардинију. Он шаље готску флоту да нападне обале Грчке.
- Цар Јустинијан I шаље два несторијанска монаха у мисију у Централну Азију, да шире хришћанство на Истоку.
- Почиње Венделова ера; назив је дат региону у Упланду.
- Сасанидско царство, под владавином краља Хозроје I, контролише трговину свилом намењеном Европи и Византијском царству.
- Династија Источни Веј се завршава, а Вен Ксуан Ди постаје цар северног Кија. Он присиљава Сјао Ђинг Дија да уступи престо.
- Царство Гупта пада; Индијом поново владају регионална краљевства.
- Почиње изградња Куиригуа (Гватемала).
- Догодила се последња позната ерупција Чимбораса (модерни Еквадор).
- Хинду математичари дају нули нумерички приказ у систему позиционих нотација.
- Прокопије пише своје дело Скривена историја.
- Цркве у Лазици (Грузија) и Јерменији су се поделиле. Док Јерменска црква остаје независна, грузијска црква се уједињује са цариградском патријаршијом. Ова црквена унија продубљује политички и културни контакт између две државе. Као знак Лазичиног статуса у односу на Византију, кнезови Лазица добијају почасне титуле византијског двора, укључујући коуропалате, или „министра царске палате“ .
- Главна редакција вавилонског Талмуда је завршена под рабинима Равине и Ашија.
- Харарих, краљ Свева, прихвата хришћанство.
- У Ирској је основана Туамска епархија.